# Liste des cathédrales d'Irlande

Provinces et comtés de l’île d’Irlande

Cet article liste les édifices actuels ou passés, ayant été ou étant encore cathédrale ou assimilé d’une confession chrétienne, situés sur l’île d’Irlande.

## Explications

### «Cathédrale»
Une « cathédrale » est communément perçue comme une grande église ; en fait, bien que cela soit souvent le cas, il s’agit simplement d’une église ayant un statut particulier, celui d’être le siège d’un diocèse et donc de posséder une cathèdre. Ce peut être un petit édifice, par exemple lorsque la communauté chrétienne à laquelle elle est liée n’est pas très importante.
Les anciennes cathédrales — détruites ou ayant perdu leur statut — sont également présentées dans cette liste car elles conservent généralement leur appellation ; il en est de même pour les co-cathédrales, c’est-à-dire les églises accueillant un évêque alors qu’elles ne sont pas normalement l’église mère du diocèse, et les pro-cathédrales, églises « de remplacement » lorsque la cathédrale ne permet pas un déroulement correct des offices religieux.

### «Irlande»
L’île d’Irlande est un territoire partagé entre l’Irlande du Nord (nation constitutive du Royaume-Uni) et la république d’Irlande. Si elle n’est pas unifiée d’un point de vue politique, elle a cependant toujours été traitée par les Églises comme une unité ecclésiastique.
Elle possède un découpage en quatre provinces : Leinster, Ulster, Munster et Connacht, qui remonte aux cinq royaumes celtes de l’île, et en 32 comtés ayant eux valeur administrative. Cette liste situe les bâtiments selon ces deux découpages plutôt que selon un découpage purement administratif.
Pour les cathédrales des autres nations constitutives du Royaume-Uni, voir la liste des cathédrales dédiée.

## Liste des édifices
| Localité                                              | Province et comté                                   | Cathédrale | Archi. | Usage religieux actuel                                                                                                   |
| ----------------------------------------------------- | --------------------------------------------------- | --- | ------ | --- |
| Achonry (en) 54° 04′ 39″ N, 8° 39′ 15″ O              | Connacht Comté de Sligo (République d’Irlande)      | Cathédrale Saint-Crumnathy Construite sur le site d’un ancien monastère, l’église est devenue anglicane à la Réforme et a été cathédrale à partir 1822. En 1998, elle est désacralisée, restaurée puis utilisée par des services œcuméniques. Elle appartenait au diocèse de Tuam, Killala et Achonry, dans la province anglicane d’Armagh.                               |        | Ancienne cathédrale Désacralisée par l’Église d’Irlande                                                                  |
| Ardagh                                                | Leinster Comté de Longford (République d’Irlande)   | Cathédrale Saint-Mel Saint-Patrick fonde la cathédrale au Ve siècle et place saint Mel (en) — qui y est enterré — à la tête du diocèse d’Ardagh. La première église était en bois, et il faut attendre le VIIIe siècle pour qu’elle soit reconstruite en pierre. Elle est endommagée par un combat en 1496 et jamais restaurée.                                           |        | Ancienne cathédrale, en ruine Église d’Irlande Province anglicane d’Armagh Diocèse de Kilmore, Elphin et Ardagh          |
| Ardfert                                               | Munster Comté de Kerry (République d’Irlande)       | Cathédrale Saint-Brendan Construite au XIIe siècle — avec des additions au XIVe — sur le site d’un ancien monastère fondé au VIe siècle par Brendan de Clonfert, la cathédrale brûle en 1641. Elle est encadrée de deux plus petites églises. Elle a été le siège du diocèse de Ardfert et Aghadoe, et est devenue anglicane à la Réforme.                                |        | Ancienne cathédrale, en ruine Église d’Irlande Province anglicane d’Armagh Diocèse de Limerick et Killaloe               |
| Ardmore                                               | Munster Comté de Waterford (République d’Irlande)   | Cathédrale Saint-Declan Probable lieu d’introduction du christianisme en Irlande, le sanctuaire est aujourd’hui composé de ruines d’édifices des VIIIe au XIIIe siècles — un oratoire, une tour ronde et l’église. La cathédrale, siège historique du diocèse d’Ardmore, présente des bas-reliefs sculptés antérieurs à sa construction au XIIIe.                         |        | Ancienne cathédrale chrétienne, en ruine                                                                                 |
| Armagh 54° 20′ 51″ N, 6° 39′ 23″ O                    | Ulster Comté d’Armagh (Irlande du Nord)             | Cathédrale Saint-Patrick L’église est la cathédrale historique du diocèse d’Armagh — elle portait déjà ce titre avant la Réforme anglaise. La première église sur le site date de 445, et l’édifice a été reconstruit de nombreuses fois. Elle est le siège du primat d’Irlande selon l’Église d’Irlande.                                                                 |        | Primatiale de l’Église d’Irlande Province anglicane d’Armagh Archidiocèse d’Armagh                                       |
| Armagh 54° 21′ 08″ N, 6° 39′ 37″ O                    | Ulster Comté d’Armagh (Irlande du Nord)             | Cathédrale Saint-Patrick Visible grâce à ses deux flèches jumelles, la cathédrale a été construite en deux phases architecturales, d’abord par Thomas Duff jusqu’à sa mort en 1848, puis par J.J. McCarthy (en) de 1854 à 1870. Elle est le siège du primat d’Irlande selon l’Église catholique romaine.                                                                  |        | Primatiale catholique romaine Province catholique d’Armagh Archidiocèse d’Armagh                                         |
| Ballaghaderreen 54° 06′ 46″ N, 9° 09′ 02″ O           | Connacht Comté de Roscommon (République d’Irlande)  | Cathédrale Notre-Dame-de-l'Annonciation-et-Saint-Nathy La cathédrale est consacrée en 1860, dessinée par une firme d’architecte anglaise ; une voûte en éventail était prévue, mais n’est pas réalisée par manque de fonds. Sa flèche est ajoutée en 1912 ; elle s’élève jusqu’à 56 mètres, alors que l’édifice n’est long que de 45 mètres.                              |        | Cathédrale catholique romaine Province catholique de Tuam Diocèse de Achonry                                             |
| Ballina 54° 06′ 46″ N, 9° 09′ 02″ O                   | Connacht Comté de Mayo (République d’Irlande)       | Cathédrale Saint-Muredach Les travaux sur la cathédrale ont débuté en 1827. La pierre est extraite à proximité et le toit et le plafond ont été achevés avant la Grande Famine de 1845. La flèche a été achevée en 1855 et l’orgue ajouté en 1875. Elle est consacrée cathédrale du diocèse de Killala en 1892.                                                           |        | Cathédrale catholique romaine Province catholique de Tuam Diocèse de Killala                                             |
| Belfast 54° 36′ 10″ N, 5° 55′ 43″ O                   | Ulster Comté d’Antrim (Irlande du Nord)             | Cathédrale Sainte-Anne Consacrée en 1904, la cathédrale a remplacé une ancienne église paroissiale. Détruite en 1941 et reconstruite entre 1955 et 1981, elle s’est vu ajouter une haute flèche en 2007. Elle a la particularité d’être rattachée à deux diocèses, et est connue pour l’œuvre de charité des comtes de la ville.                                          |        | Cathédrale de l’Église d’Irlande Province anglicane d’Armagh Diocèse de Down et Dromore et Diocèse de Connor             |
| Belfast 54° 35′ 57″ N, 5° 56′ 40″ O                   | Ulster Comté d'Antrim (Irlande du Nord)             | Cathédrale Saint-Pierre La cathédrale est construite — en grès, principalement, par deux architectes locaux — à la suite de l’arrivée d’une importante communauté de travailleurs. Elle est consacrée en tant qu’église en 1866 ; elle agira longuement comme une pro-cathédrale, sans en avoir le titre, et devient cathédrale en 1986.                                  |        | Cathédrale catholique romaine Province catholique d’Armagh Diocèse de Down et Connor                                     |
| Carlow 52° 50′ 13″ N, 6° 55′ 41″ O                    | Leinster Comté de Carlow (République d’Irlande)     | Cathédrale Notre-Dame-de-l'Assomption L’édifice est commencé en 1828 et achevé en 1833, avant d’être consacré cathédrale en 1839. L’architecte Thomas Cobden l’a édifié en style néogothique. James Doyle, évêque et acteur important de l’émancipation des catholiques est enterré en ses murs ; il est commémoré par une sculpture de John Hogan de 1839.               |        | Cathédrale catholique romaine Province catholique de Dublin Diocèse de Kildare et Leighlin                               |
| Cashel 52° 31′ 13″ N, 7° 53′ 28″ O                    | Munster Comté de Tipperary (République d’Irlande)   | Cathédrale de Carhel Voir le Rock of Cashel |        | Ancienne cathédrale chrétienne, détruite                                                                                 |
| Cashel 52° 30′ 56″ N, 7° 53′ 08″ O                    | Munster Comté de Tipperary (République d’Irlande)   | Cathédrale Saint-Pierre du Rocher L’ancienne cathédrale, située dans le complexe du rocher de Cashel (Rock of Cashel) est utilisée jusqu’en 1721. La cathédrale actuelle est achevée en 1784, construite en style géorgien. La cathédrale a été siège de l’archevêché de Cashel, fusionné en 1839 avec celui de Waterford puis une nouvelle fois en 1977.                 |        | Cathédrale de l’Église d’Irlande Province anglicane de Dublin Diocèse de Cashel et Ossory                                |
| Cavan 53° 59′ 54″ N, 7° 21′ 40″ O                     | Ulster Comté de Cavan (Irlande du Nord)             | Cathédrale Saint-Patrick-et-Saint-Felim L’ancienne cathédrale du diocèse est celle de Kilmore, récupérée par l’Église d’Irlande. La cathédrale catholique est la dernière construite en Irlande, achevée en 1942. Elle est conçue dans un style néoclassique par le cabinet d’architecte W.H. Byrne & Son. Sa décoration intérieure joue avec les tons de marbre.         |        | Cathédrale catholique romaine Province catholique d’Armagh Diocèse de Kilmore                                            |
| Clogher                                               | Ulster Comté de Tyrone (Irlande du Nord)            | Cathédrale Saint-Macartan La cathédrale historique du plus ancien diocèse — fondé vers 500 — est construite en 1295. Elle tombe progressivement en ruine, et en 1627, le diocèse anglican qui a hérité de l’édifice achève une deuxième cathédrale, à Enniskillen ; elle est cependant réparée au XVIIIe siècle, puis dans les années 1950.                               |        | Cathédrale de l’Église d’Irlande Province anglicane d’Armagh Diocèse de Clogher                                          |
| Clonard                                               | Leinster Comté de Meath (République d’Irlande)      | Cathédrale Saint-Jean Détruite par le feu en 1206 Voir Abbaye de Clonard |        | Ancienne cathédrale chrétienne, détruite                                                                                 |
| Clonfert 53° 14′ 22″ N, 8° 03′ 32″ O                  | Connacht Comté de Galway (République d’Irlande)     | Cathédrale Saint-Brendan (dans le monastère de Clonfert) Le monastère est fondé en 563 par saint Brendan. Les parties anciennes de l’église romane datent de 1180 ; elle est retravaillée au XVe siècle. Cathédrale du diocèse de Clonfert avant la Réforme, elle devient protestante et est intégrée en 1625 dans le diocèse de Clonfert et Kilmacduagh.                 |        | Cathédrale de l’Église d’Irlande Province anglicane de Dublin Diocèse de Limerick et Killaloe                            |
| Monastère de Clonmacnoise 53° 19′ 30″ N, 7° 59′ 07″ O | Leinster Comté d’Offaly (République d’Irlande)      | Cathédrale Saint-Kieran |        | ? Église d’Irlande Province anglicane de Dublin                                                                          |
| Cloyne 51° 51′ 42″ N, 8° 07′ 09″ O                    | Munster Comté de Cork (République d’Irlande)        | Cathédrale Saint-Colman Cathédrale à sa création en 1250 — sur d’anciens bâtiments — du diocèse de Cloyne (fondé en 887), elle devient à la Réforme protestante ; les catholiques siègent à la cathédrale de Cobh. Le diocèse anglican fusionne en 1835 avec celui de Ross et Cork, l’évêque siégeant dans la cathédrale Saint-Finbarr de Cork.                           |        | Cathédrale de l’Église d’Irlande Province anglicane de Dublin Diocèse de Cork, Cloyne et Ross                            |
| Cobh 51° 51′ 05″ N, 8° 17′ 36″ O                      | Munster Comté de Cork (République d’Irlande)        | Cathédrale Saint-Colman 1915 |        | Cathédrale catholique romaine Province catholique de Cashel Diocèse de Cloyne                                            |
| Connor (en)                                           | Ulster Comté d’Antrim (Irlande du Nord)             | Cathédrale Saint-Saviour |        | Église paroissiale de l’Église d’Irlande Province anglicane d’Armagh                                                     |
| Cork 51° 53′ 40″ N, 8° 28′ 49″ O                      | Munster Comté de Cork (République d’Irlande)        | Cathédrale Saint-Finbarr Il reste peu de trace de la première cathédrale médiévale présente sur le site. Une petite cathédrale néo-classique a été construite en 1735, mais à la suite de la fusion des diocèses de Ross et Cork et de Cloyne en 1835, elle est démolie en 1865 pour construire la cathédrale actuelle. Celle-ci est achevée en 1879.                     |        | Cathédrale de l’Église d’Irlande Province anglicane de Dublin Diocèse de Cork, Cloyne et Ross                            |
| Cork 51° 54′ 17″ N, 8° 28′ 35″ O                      | Munster Comté de Cork (République d’Irlande)        | Cathédrale Sainte-Marie-et-Sainte-Anne 1869 |        | Pro-cathédrale catholique romaine Province catholique de Cashel Diocèse de Cork et Ross                                  |
| Derry 54° 59′ 38″ N, 7° 19′ 23″ O                     | Ulster Comté de Londonderry (Irlande du Nord)       | Cathédrale Saint-Colomba Construite en 1633 par William Parrot, dans un style gothique, la cathédrale est consacrée à saint Colomba. Elle contient d’importantes archives pour la ville. Elle était cathédrale du diocèse de Derry, et est resté église mère à l’unification d’avec le diocèse de Raphoe en 1834.                                                         |        | Cathédrale de l’Église d’Irlande Province anglicane d’Armagh Diocèse de Derry et Raphoe                                  |
| Derry 55° 00′ 00″ N, 7° 19′ 42″ O                     | Ulster Comté de Londonderry (Irlande du Nord)       | Cathédrale Saint-Eugène Autorisés par le Catholic Emancipation Act de 1829, les travaux ont lieu principalement de 1840 à 1849 sur les plans néogothiques de J.J. McCarthy (en) ; elle est consacrée en 1873 à saint Eugène de Derry. Elle a été modifiée en 1962–1964 et restaurée entre 1984 et 1989.                                                                   |        | Cathédrale catholique romaine Province catholique d’Armagh Diocèse de Derry                                              |
| Downpatrick                                           | Ulster Comté de Down (Irlande du Nord)              | Cathédrale de la Sainte-Trinité Une cathédrale est attestée depuis le XIIe siècle, dans un monastère fondé par saint Malachie. L’église est reconstruite à plusieurs reprises, à la suite d'un tremblement de terre, un incendie, les méfaits de Leonard Grey en 1538… Elle n’est restaurée qu’entre 1790 et 1818, avec des ajouts en 1826.                               |        | Cathédrale de l’Église d’Irlande Province anglicane d’Armagh Diocèse de Down et Dromore                                  |
| Dromore                                               | Ulster Comté de Down (Irlande du Nord)              | Cathédrale du Christ Rédempteur Un monastère est construit sur les lieux au VIe siècle par saint Colman ; plusieurs églises se succèderont, la dernière achevée en 1661 et complétée au long du XIXe siècle. Le diocèse de Dromore dont elle est la cathédrale historique est associé en 1842 avec celui de Down et Connor, et prend son titre actuel en 1945.            |        | Cathédrale de l’Église d’Irlande Province anglicane d’Armagh Diocèse de Down et Dromore                                  |
| Dublin 53° 20′ 22″ N, 6° 16′ 17″ O                    | Leinster Comté de Dublin (République d’Irlande)     | Cathédrale Saint-Patrick Cette cathédrale « Nationale » n’est pas une cathédrale de diocèse. Elle est en relation avec tous les diocèses de l’Église d’Irlande. |        | Cathédrale « Nationale » de l’Église d’Irlande Province anglicane de Dublin.                                             |
| Dublin 53° 20′ 36″ N, 6° 16′ 16″ O                    | Leinster Comté de Dublin (République d’Irlande)     | Cathédrale Christ Church |        | Cathédrale de l’Église d’Irlande Province anglicane de Dublin Diocèse de Dublin et Glendalough                           |
| Dublin 53° 21′ 03″ N, 6° 15′ 33″ O                    | Leinster Comté de Dublin (République d’Irlande)     | Pro-cathédrale Sainte-Marie 1825 |        | Pro-cathédrale catholique romaine Province catholique de Dublin Archidiocèse de Dublin                                   |
| Dublin                                                | Leinster Comté de Dublin (République d’Irlande)     | Cathédrale orthodoxe russe Consacrée aux apôtres Pierre et Paul Située sur Harold’s Cross Road |        | Cathédrale « Nationale » orthodoxe russe                                                                                 |
| Duleek                                                | Leinster Comté de Meath (République d’Irlande)      | Cathédrale de Duleek Duleek est des 24 sièges épiscopaux établis au synode de Rathbreasail de 1111, et se voit confirmé par le synode de Kells de 1152, mais il se fond dans le diocèse du Clonard à la fin du XIIe siècle. L’évêché prend définitivement le nom de diocèse de Meath à l’abandon de l’abbaye de Clonard pour la cathédrale de Trim.                       |        | Ancienne cathédrale chrétienne, détruite                                                                                 |
| Dundalk 54° 00′ 14″ N, 6° 23′ 56″ O                   | Leinster Comté de Louth (République d’Irlande)      | Cathédrale Saint-Patrick Consacrée à saint Patrick |        | ? Église catholique romaine Province catholique d’Armagh                                                                 |
| Elphin 53° 50′ 42″ N, 8° 11′ 26″ O                    | Connacht Comté de Roscommon (République d’Irlande)  | Cathédrale Sainte-Marie Construite dans les années 1200, la cathédrale est le siège épiscopal historique du diocèse. Elle est confisquée par les anglicans à la Réforme anglaise. Elle est modifiée au XIXe siècle, avec l’ajout d’une abside en style néomédiéval, mais un violent orage la détruit en 1960, et le diocèse est déplacé à la cathédrale de Sligo.         |        | Ancienne cathédrale de l’Église d’Irlande, en ruine Province anglicane d’Armagh Diocèse de Kilmore, Elphin et Ardagh     |
| Emly                                                  | Munster Comté de Tipperary (République d’Irlande)   | Cathédrale Saint-Alibeus Détruite en 1877 |        | Ancienne cathédrale, détruite par l’Église d’Irlande Province anglicane d’Armagh Diocèse de Limerick et Killaloe         |
| Ennis 52° 50′ 30″ N, 8° 59′ 00″ O                     | Munster Comté de Clare (République d’Irlande)       | Cathédrale Saint-Pierre-et-Saint-Paul La construction débuta en 1828 sur les plans de Dominick Madden, mais tarda en raison de la Grande famine — la cathédrale fut consacrée en 1842. La tour fut ajoutée en 1871, suivant les plans de Madden, et la décoration intérieure est l’œuvre de J.J. McCarthy (en), qui acheva l’édifice en 1861.                             |        | Pro-cathédrale catholique romaine Province catholique de Cashel Diocèse de Killaloe                                      |
| Enniscorthy 52° 30′ 09″ N, 6° 34′ 16″ O               | Leinster Comté de Wexford (République d’Irlande)    | Cathédrale Saint-Aidan Construite en 1843 et consacrée à Aidan en 1860, la cathédrale a été conçue par Augustus Welby Pugin, également architecte du Palais de Westminster. L’artiste y a utilisé le même style néogothique. La cathédrale a été en grande partie rénovée en 1994, reprenant les techniques d’époque.                                                     |        | Cathédrale catholique romaine Province catholique de Dublin Diocèse de Ferns                                             |
| Enniskillen 54° 20′ 48″ N, 7° 38′ 26″ O               | Ulster Comté de Fermanagh (Irlande du Nord)         | Cathédrale Saint-Macartin Construite en tant qu’église paroissiale Sainte-Anne, une première fois en 1727, et une seconde en 1842, la cathédrale ne prendra son titre qu’en 1921 — titre partagé avec l’historique cathédrale Saint-Macartan de Clogher, un cas unique. Le chœur est élargi en 1889, et des salles sont ajoutées en 1964.                                 |        | Cathédrale de l’Église d’Irlande Province anglicane d’Armagh Diocèse de Clogher                                          |
| Fermoy                                                | Munster Comté de Cork (République d’Irlande)        | Cathédrale Saint-Patrick |        | Église paroissiale Ancienne cathédrale chrétienne                                                                        |
| Ferns 52° 35′ 23″ N, 6° 29′ 36″ O                     | Leinster Comté de Wexford (République d’Irlande)    | Cathédrale Saint-Aidan La cathédrale moyenâgeuse — siège historique du diocèse de Ferns — est consacrée à Aidan vers 1230 par l’évêque saint Jean. Elle brûle durant la période élisabéthaine, et malgré l’ordre royal, seul un bout de la nef est rebâti. Il faut attendre les années 1800 pour la voir reconstruite.                                                    |        | Cathédrale de l’Église d’Irlande Province anglicane de Dublin Diocèse de Cashel et Ossory                                |
| Galway 53° 16′ 31″ N, 9° 03′ 27″ O                    | Connacht Comté de Galway (République d’Irlande)     | Cathédrale Notre-Dame-de-l’Assomption-et-Saint-Nicolas La cathédrale est construite en 1958 sur le site d’une ancienne prison et achevée en 1965, année où le cardinal Richard Cushing la consacre. Le dôme et les piliers s’inspirent d’un style renaissance, tandis que les mosaïques et rosaces rappellent l’architecture chrétienne traditionnelle.                   |        | Cathédrale catholique romaine Province catholique de Tuam Diocèse de Galway, Kilmacduagh et Kilfenora                    |
| Glendalough 53° 00′ 15″ N, 6° 21′ 18″ O               | Leinster Comté de Wicklow (République d’Irlande)    | Cathédrale Saint-Pierre-et-Saint-Paul (voir cet article anglais) Des VIIe et XIIIe siècles |        | Ancienne cathédrale chrétienne                                                                                           |
| Kildare 53° 09′ 29″ N, 6° 54′ 41″ O                   | Leinster Comté de Kildare (République d’Irlande)    | Cathédrale Sainte-Brigitte Construite en 1223 sur un ancien temple païen, l’église de style gothique primitif possède une basse tour carrée centrale crénelée. Devenue anglicane à la Réforme, elle tombe en ruine en 1641 et n’est restaurée qu’au XIXe siècle. Elle est le siège historique du diocèse de Kildare, fusionné en 1976 avec celui de Meath.                |        | Cathédrale de l’Église d’Irlande Province anglicane de Dublin Diocèse de Meath et Kildare                                |
| Kilfenora 52° 59′ 28″ N, 9° 12′ 57″ O                 | Munster Comté de Clare (République d’Irlande)       | Cathédrale Saint-Fachanan L’abbatiale du monastère fondé par saint Fachanan (en) est brûlée plusieurs fois, et les murs les plus anciens datent de 1189. Dans les années 1830, une église anglicane est reconstruite, mais seulement dans l’ancienne nef, le chœur étant laissé en ruine aux intempéries. Elle est connue pour ses nombreuses hautes croix.               |        | ? Église d’Irlande Province anglicane de Dublin                                                                          |
| Kilkenny 52° 39′ 15″ N, 7° 15′ 27″ O                  | Leinster Comté de Kilkenny (République d’Irlande)   | Cathédrale Saint-Canice Construite sur un ancien site chrétien en style gothique primitif, la cathédrale du XIIIe siècle est la deuxième plus longue en Irlande. Elle présente une basse tour carrée centrale crénelée ; son intérieur fait grand usage des voûtes en ogive. Elle est le siège historique du diocèse d’Ossory.                                            |        | Cathédrale de l’Église d’Irlande Province anglicane de Dublin Diocèse de Cashel et Ossory                                |
| Kilkenny 52° 39′ 09″ N, 7° 15′ 25″ O                  | Leinster Comté de Kilkenny (République d’Irlande)   | Cathédrale Sainte-Marie La cathédrale Sainte-Marie ou cathédrale de l’Assomption a été construite entre 1843 et 1857, durant donc la grande famine irlandaise. Elle est construite en pierre calcaire suivant un plan en croix, dans un style gothique anglais inspiré de la cathédrale britannique de Gloucester.                                                        |        | Cathédrale catholique romaine Province catholique de Dublin Diocèse de Ossory                                            |
| Killala                                               | Connacht Comté de Mayo République d’Irlande         | Cathédrale Saint-Patrick XVIIe siècle |        | Co-cathédrale de l’Église d’Irlande Province anglicane d’Armagh Diocese de Tuam, Killala et Achonry                      |
| Killaloe 52° 48′ 23″ N, 8° 26′ 21″ O                  | Munster Comté de Clare (République d’Irlande)       | Cathédrale Saint-Flannan Saint Flannan devient évêque de Killaloe dès le VIIe siècle, mais c’est de 1225 que date la première cathédrale ; détruite puis reconstruite au XIVe siècle, son portail roman est intégré au nouvel édifice. D’anciens éléments — fonts baptismaux, hautes croix, oratoires — sont conservés alentour.                                          |        | Cathédrale de l’Église d’Irlande Province anglicane de Dublin Diocèse de Limerick et Killaloe                            |
| Killarney 52° 03′ 34″ N, 9° 31′ 07″ O                 | Munster Comté de Kerry (République d’Irlande)       | Cathédrale Sainte-Marie Construite à partir de 1842 par Augustus Pugin jusqu’à la mort de ce dernier, puis par J.J. McCarthy (en) jusqu’à sa consécration en 1855, enfin achevée entre 1907 et 1912 par la construction sa flèche, la cathédrale n’a son aspect actuel que depuis sa rénovation en 1970.                                                                  |        | Cathédrale catholique romaine Province catholique de Cashel Diocèse de Kerry                                             |
| Kilmacduagh                                           | Leinster Comté de Wicklow (République d’Irlande)    | Cathédrale Saint-Colman XVe siècle |        | Ancienne cathédrale chrétienne                                                                                           |
| Kilmore                                               | Ulster Comté de Cavan (République d’Irlande)        | Cathédrale Saint-Felim Bedell Memorial Church |        | Cathédrale de l’Église d’Irlande Province anglicane d’Armagh Diocèse de Kilmore, Elphin et Ardagh                        |
| Kilrush Île Scattery 52° 36′ 53″ N, 9° 30′ 54″ O      | Munster Comté de Clare (République d’Irlande)       | Cathédrale de l’île Scattery Sur une île de l’estuaire du Shannon, l’un des douze apôtres de l’Irlande a fondé au VIe siècle un monastère, qui deviendra le siège du diocèse In partibus infidelium de Inis Cathaig (de). L’évêque titulaire en est Frank Joseph Caggiano (en), évêque auxiliaire de Brooklyn.                                                            |        | Ancienne cathédrale chrétienne, en ruine                                                                                 |
| Leighlin 52° 44′ 11″ N, 7° 01′ 34″ O                  | Leinster Comté de Carlow (République d’Irlande)     | Cathédrale Saint-Laserian Construite à la place de l’abbatiale de 632 d’un célèbre monastère, la petite cathédrale médiévale dédiée à saint Lasserian est le siège historique du diocèse de Leighlin, fusionné avec celui de Ferns (1597), celui d’Ossory (1835) puis celui de Cashel (1977). Elle présente une basse tour carrée crénelée.                               |        | Ancienne cathédrale[précision nécessaire] de l’Église d’Irlande Province anglicane de Dublin Diocèse de Cashel et Ossory |
| Letterkenny 54° 57′ 01″ N, 7° 44′ 24″ O               | Ulster Comté de Donegal (République d’Irlande)      | Cathédrale Saint-Adomnan Consacrée en 1901 aux saints Adomnan et Colomba — fondateurs d’un monastère à Raphoe et protecteurs de son diocèse et de sa cathédrale historique, prise par l’église anglicane —, la cathédrale est dessinée en style victorien néogothique par William Hague. Elle est restaurée en 1985 et 2001.                                              |        | Cathédrale catholique romaine Province catholique d’Armagh Diocèse de Raphoe                                             |
| Limerick 52° 40′ 05″ N, 8° 37′ 24″ O                  | Munster Comté de Limerick (République d’Irlande)    | Cathédrale Sainte-Marie Cathédrale historique du diocèse de Limerick depuis 1168 et plus vieux bâtiment de la ville encore en activité, l’édifice incorpore des éléments encore plus anciens, datant de l’époque viking. Sa tour est ajoutée au XIVe siècle. Le diocèse anglican est fusionné avec celui de Killaloe et Clonfert en 1976.                                 |        | Cathédrale de l’Église d’Irlande Province anglicane de Dublin Diocèse de Limerick et Killaloe                            |
| Limerick 52° 39′ 44″ N, 8° 37′ 02″ O                  | Munster Comté de Limerick (République d’Irlande)    | Cathédrale Saint-Jean La cathédrale fut construite en 1861 selon les plans de Philip Charles Hardwick. La restauration la plus récente a eu lieu en 2003–2004 et concernait la toiture et la maçonnerie extérieure. L’ouvrage possède la plus haute flèche d’Irlande, s’élevant à 94 m, et constitue la plus haute construction de Limerick.                              |        | Cathédrale catholique romaine Province catholique de Cashel Diocèse de Limerick                                          |
| Lisburn                                               | Ulster Comtés d’Antrim et de Down (Irlande du Nord) | Cathédrale de Lisburn |        | Cathédrale de l’Église d’Irlande Province anglicane d’Armagh Diocèse de Connor                                           |
| Lismore 52° 08′ 23″ N, 7° 55′ 44″ O                   | Munster Comté de Waterford (République d’Irlande)   | Cathédrale Saint-Carthage Les architectes William Robinson, Richard Morrison, George et James Pain… ont travaillé au cours du temps sur cette cathédrale, dont les murs actuels ont été bâtis en 1663 pour remplacer l’ancienne cathédrale du diocèse de Waterford et Lismore, détruite par les flammes.                                                                  |        | Cathédrale de l’Église d’Irlande Province anglicane de Dublin Diocèse de Cashel et Ossory                                |
| Longford 53° 43′ 38″ N, 7° 47′ 47″ O                  | Leinster Comté de Longford (République d’Irlande)   | Cathédrale Saint-Mel Construite entre 1840 et 1856 — son beffroi et son portique étant des ajouts ultérieurs —, la cathédrale est réalisée en un style néogothique. Son intérieur est ravagé par le feu le jour de Noël 2009. Le diocèse de Longford avait fusionné avec celui de Clonmacnois en 1756.                                                                    |        | Cathédrale catholique romaine Province catholique d’Armagh Diocèse de Ardagh et Clonmacnoise                             |
| Loughrea 53° 11′ 49″ N, 8° 34′ 01″ O                  | Connacht Comté de Galway (République d’Irlande)     | Cathédrale Saint-Brendan À la réforme, l’Église catholique quitte la cathédrale Saint-Brendan historique du diocèse pour Loughrea. La cathédrale actuelle — consacrée au même saint protecteur — est conçue par William Byrne en 1897 et achevée 5 années plus tard. Ses doubles transepts sont peu habituels. Elle possède d’intéressantes décorations intérieures.      |        | Cathédrale catholique romaine Province catholique de Tuam Diocèse de Clonfert                                            |
| Maghera                                               | Ulster Comté de Londonderry (Irlande du Nord)       | Église Saint-Lurach Sur le site d’un monastère fondé vers 500 par saint Lurach — dont la pierre tombale est présente sur le lieu —, l’église aujourd’hui en ruine aurait été entre les milieux des XIIe et XIIIe siècles — années prospères pour la ville — le siège du diocèse, avant que celui ne soit déplacé à Derry.                                                 |        | Ancienne cathédrale chrétienne, en ruine Province d’Armagh Diocèse de Derry                                              |
| Monaghan 54° 14′ 41″ N, 6° 57′ 31″ O                  | Ulster Comté de Monaghan (Irlande du Nord)          | Cathédrale Saint-Macartan Consacrée en 1892 à saint Macartan, la cathédrale néogothique devait être plus longue de deux travées, non réalisées par manque de fonds. L’édifice domine la ville, assis sur une colline. La cathédrale originelle du diocèse, à Clogher, a été récupérée par l’Église anglicane.                                                             |        | Cathédrale catholique romaine Province catholique d’Armagh Diocèse de Clogher                                            |
| Mullingar 53° 31′ 37″ N, 7° 20′ 47″ O                 | Leinster Comté de Westmeath (République d’Irlande)  | Cathédrale du Christ-Roi Édifiée entre 1933 et 1936 pour remplacer la cathédrale de l’Immaculée Conception, la cathédrale est la première consacrée sous le vocable du Christ-Roi. Son style renaissance est caractéristique, marqué par deux tours jumelles et un dôme à la manière des basiliques romaines. Elle est connue pour ses mosaïques.                         |        | Cathédrale catholique romaine Province catholique d’Armagh Diocèse de Meath                                              |
| Newry 54° 10′ 29″ N, 6° 20′ 16″ O                     | Ulster Comté de Down (Irlande du Nord)              | Cathédrale Saint-Patrick-et-Saint-Colman L’ancienne cathédrale du diocèse, à Dromore, est reprise à la Réforme par l’Église d’Irlande ; elle brûlera en 1641. Les catholiques déplacent le siège de l’évêché à Newry, et la cathédrale est construite entre 1825 et 1829, dans un style néogothique. Elle sera par la suite agrandie et embellie.                         |        | Cathédrale catholique romaine Province catholique d’Armagh Diocèse de Dromore                                            |
| Newtownards                                           | Ulster Comté de Down (Irlande du Nord)              | Cathédrale Saint-Jean Consacrée en 1991, à l’origine lieu de réunion de la Société religieuse des Amis, construite au milieu du XVIIIe siècle |        | Cathédrale de l’Église d’Irlande (Rite traditionnel)                                                                     |
| Raphoe                                                | Ulster Comté de Donegal (République d’Irlande)      | Cathédrale Saint-Adomnan Vers 550, Colomba d'Iona fonde un monastère, développé par son successeur Adomnan (saint Eunan). La cathédrale du IXe siècle en prend le nom. À la réforme, les catholiques s’implantent à Letterkenny sous la protection des deux saints. Le diocèse anglican est uni à celui de Derry en 1834.                                                 |        | Cathédrale de l’Église d’Irlande Province anglicane d’Armagh Diocèse de Derry et Raphoe                                  |
| Rosscarbery 51° 34′ 41″ N, 9° 01′ 47″ O               | Munster Comté de Cork (République d’Irlande)        | Cathédrale Saint-Fachtna Plus petite cathédrale d’Irlande — semblable à une église paroissiale —, l’église était le siège du diocèse de Ross, créé en 1160 et fusionné avec celui de Cork en 1583. Elle est dédiée à saint Fachtna (†~600), fondateur du monastère de Rosscarbery (Ros Ailithir), connu pour son école d’étude des Écritures.                             |        | Cathédrale de l’Église d’Irlande Province anglicane de Dublin Diocèse de Cork, Cloyne et Ross                            |
| Skibbereen 51° 33′ 08″ N, 9° 15′ 49″ O                | Munster Comté de Cork (République d’Irlande)        | Co-cathédrale Saint-Patrick 1826 |        | Co-cathédrale Saint-Patrick Église catholique romaine Province catholique de Cashel Diocèse de Cork et Ross              |
| Sligo 54° 16′ 13″ N, 8° 28′ 38″ O                     | Connacht Comté de Sligo (République d’Irlande)      | Cathédrale Sainte-Marie-et-Saint-Jean-Baptiste 1874 |        | Cathédrale de l’Église d’Irlande Province anglicane d’Armagh Diocèse de Kilmore, Elphin et Ardagh                        |
| Sligo 54° 16′ 12″ N, 8° 28′ 42″ O                     | Connacht Comté de Sligo (République d’Irlande)      | Cathédrale de l’Immaculée Conception 1874 |        | Cathédrale catholique romaine Province catholique de Tuam Diocèse de Elphin                                              |
| Thurles 52° 40′ 48″ N, 7° 48′ 35″ O                   | Munster Comté de Tipperary (République d’Irlande)   | Cathédrale Notre-Dame-de-l'Assomption La cathédrale se tient sur le site d’une ancienne chapelle. Sa construction commence en 1865, et elle est consacrée en 1879. L’architecte en est J.J. McCarthy (en). L’édifice possède une imposante rosace, un baptistère extérieur et un magnifique autel. Elle est le siège d’un archidiocèse, unifié depuis 1718.               |        | Cathédrale catholique romaine Province catholique de Cashel Archidiocèse de Cashel et Emly                               |
| Trim 53° 33′ 30″ N, 6° 47′ 26″ O                      | Leinster Comté de Meath (République d’Irlande)      | Cathédrale Saint-Patrick Cathédrale depuis seulement 1955, alors que les évêques siégeaient sur le lieu depuis le XVIe siècle, elle se dispute le titre de plus ancienne cathédrale anglicane avec son homonyme d’Armagh. La tour est un vestige de l’église paroissiale médiévale. Le diocèse de Meath a été fusionné avec celui de Kildare en 1976.                     |        | Cathédrale de l’Église d’Irlande Province anglicane de Dublin Diocèse de Meath et Kildare                                |
| Newtown-Trim (voir article en anglais)                | Leinster Comté de Meath (République d’Irlande)      | Cathédrale Saint-Pierre-et-Saint-Paul |        | Ancienne cathédrale chrétienne de Clare, en ruine                                                                        |
| Tuam 53° 30′ 50″ N, 8° 51′ 19″ O                      | Connacht Comté de Galway (République d’Irlande)     | Cathédrale Sainte-Marie Construit à la suite de la création du diocèse anglican, entre 1864 et 1878, sur le site historique des cathédrales de Tuam — la première datant du roi suprême d’Irlande Turlough O'Connor (1088†1156) —, l’édifice actuel incorpore des éléments des précédents bâtiments dont l’arche du chancel, du XIIe siècle.                              |        | Cathédrale de l’Église d’Irlande Province anglicane d’Armagh Diocèse de Tuam, Killala et Achonry                         |
| Tuam 53° 30′ 55″ N, 8° 50′ 51″ O                      | Connacht Comté de Galway (République d’Irlande)     | Cathédrale Notre-Dame-de-l’Assomption Conçue en 1827 pour remplacer la pro-cathédrale d’après-Réforme, de 1783, elle est consacrée 10 ans plus tard. Elle est réalisée sur des plans de Dominick Madden (cathédrales de Ballina et d’Ennis) modifiés, dans un style néogothique. Du mobilier est ajouté en 1969, et elle est entièrement restaurée en 1992.               |        | Cathédrale catholique romaine Province catholique de Tuam Archidiocèse de Tuam                                           |
| Waterford 52° 15′ 36″ N, 7° 06′ 27″ O                 | Munster Comté de Waterford (République d’Irlande)   | Cathédrale Christ Church (Consacrée à la Trinité) Placé à l’endroit de deux cathédrale des XIe et XIIIe siècles, l’édifice est construit dans les années 1770 par John Roberts, architecte d’un style géorgien apprécié dans la ville. Le diocèse de Waterford et Lismore est fusionné à celui de Cashel au XIXe siècle, à son tour fusionné avec celui d’Ossory en 1977. |        | Cathédrale de l’Église d’Irlande Province anglicane de Dublin Diocèse de Cashel et Ossory                                |
| Waterford 52° 15′ 41″ N, 7° 06′ 40″ O                 | Munster Comté de Waterford (République d’Irlande)   | Cathédrale de la Sainte-Trinité Construite par l’architecte local John Roberts en 1793, elle est connue comme la plus ancienne cathédrale catholique des îles britanniques. Elle est située au cœur de la ville, sur le site d’une ancienne chapelle, bâtie par les catholiques au moment des lois pénales irlandaises. Les diocèses sont unifiés depuis 1363.            |        | Cathédrale catholique romaine Province catholique de Cashel Diocèse de Waterford et Lismore                              |

## Sources et références
- (en) Cet article est partiellement ou en totalité issu de l’article de Wikipédia en anglais intitulé « List of cathedrals in Ireland » (voir la liste des auteurs).
- List of Cathedrals in Ireland and Great Britain by Giga-Catholic Information

1. ↑  Histoire d’Ardagh
2. ↑  Le diocèse de Kells, temporairement part de celui de Kilmore, le rejoindra en 1211.